# Schildkrötenhaus

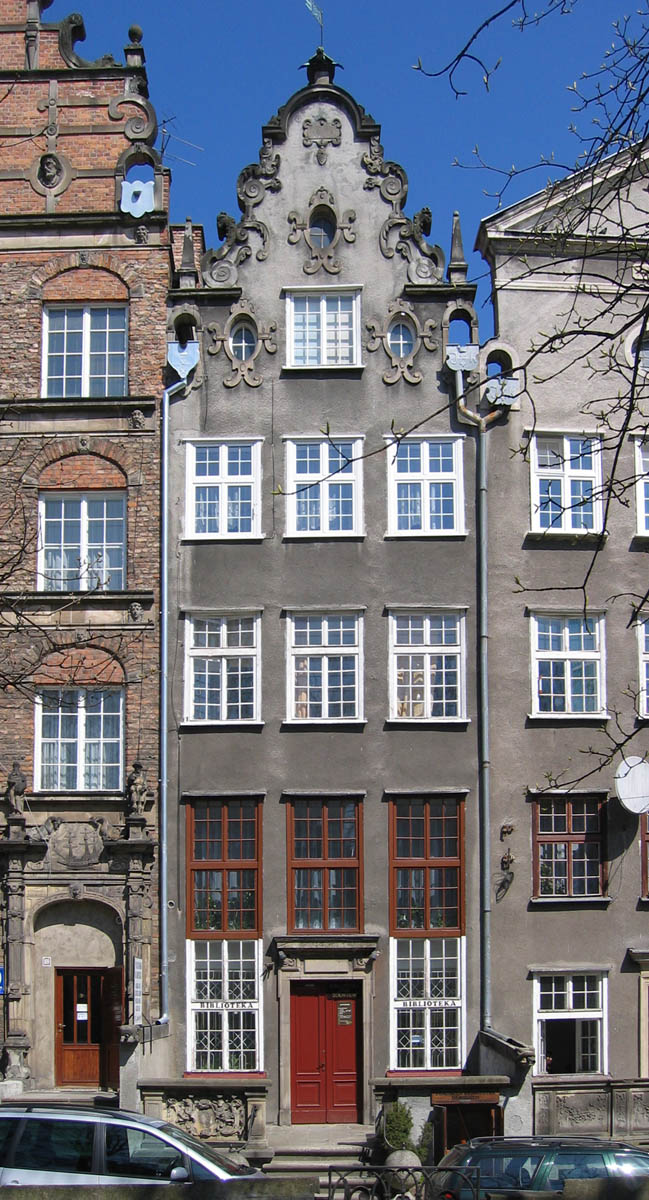
Schildkrötenhaus in Danzig

Das Schildkrötenhaus (polnisch Dom pod Żółwiem) ist ein rekonstruiertes Barockgebäude in der Altstadt von Danzig in der ul. Świętego Ducha 111. Im Vorgängergebäude wurde die Schriftstellerin Johanna Schopenhauer geboren.

## Architektur

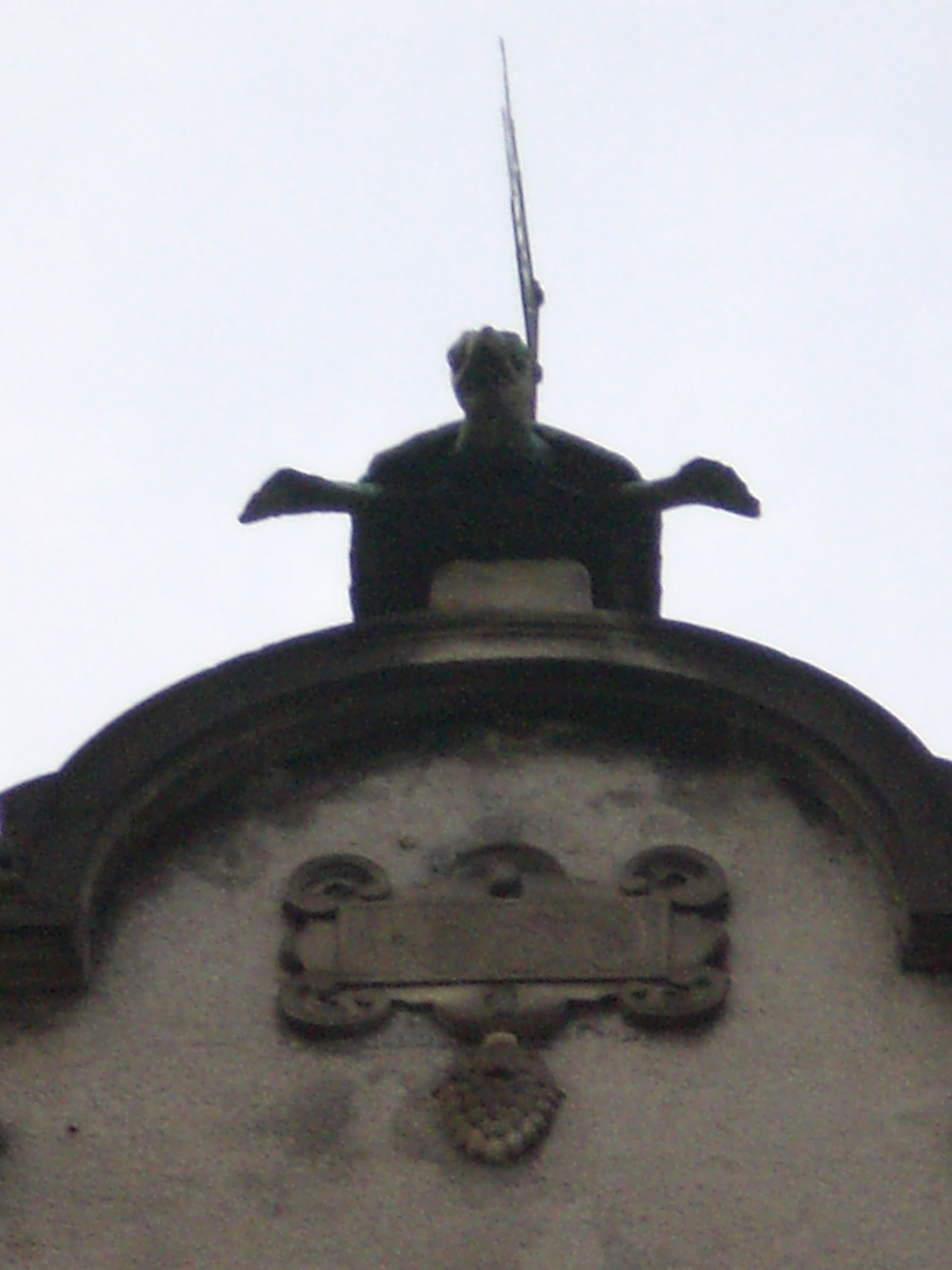
Giebel mit Schildkröte

Es ist ein schmales dreigeschossiges Wohnhaus mit einem barocken Giebel. Auf diesem ist eine metallene Schildkröte angebracht, nach der es benannt ist.

## Geschichte
Das Vorgängergebäude wurde (um?) 1650 erbaut. Um 1763 kaufte es der Kaufmann Christian Heinrich Trosiener. 1766 wurde dort seine älteste Tochter Johanna geboren, die Mutter des Philosophen Arthur Schopenhauer. In ihren Erinnerungen beschrieb sie später das Haus und ihre Erlebnisse darin (eine Schildkröte gab es schon damals, mit beweglichen Beinen und Kopf).
1789 verkaufte Heinrich Trosiener das Haus an Samuel Jacob Fischer. 1808 waren Johann Albrecht Hildebrandt und Franz Meyerhold die Besitzer.
Bis 1944 wurde es als Wohnhaus mit vier bis fünf Mietwohnungen genutzt, mit der Adresse Heilige-Geist-Gasse 81. 1945 wurde es schwer beschädigt.
1958 erfolgte ein Wiederaufbau, 1965 und um 1970 wurden Fassade und Schmuckelemente ergänzt.
Lange Jahre befand sich darin ein Antiquariat, jetzt ist dort eine Bibliothek untergebracht, die auch regelmäßige Kulturveranstaltungen durchführt.